# Constança Urbano de Sousa

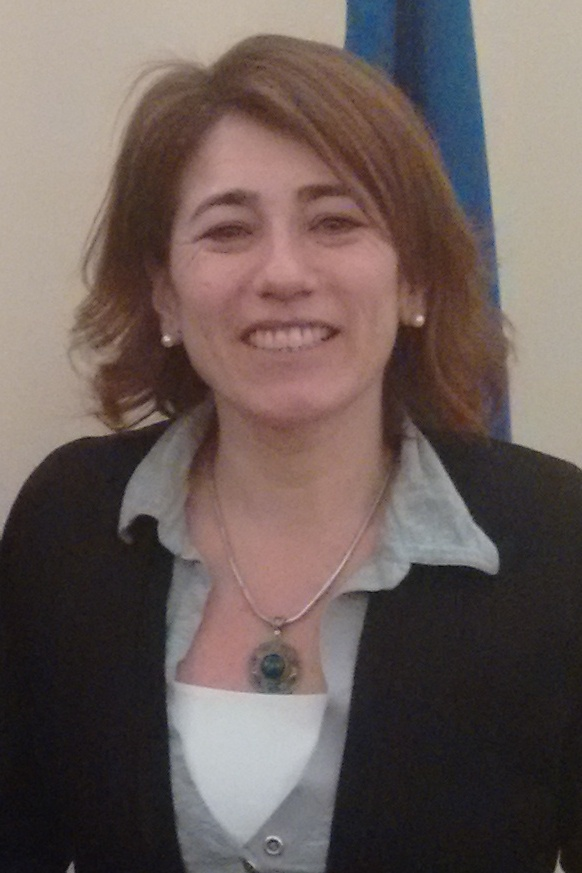
Constança Urbano de Sousa (2016)

Maria Constança Dias Urbano de Sousa (* 1. April 1967 in Coimbra, Portugal) ist eine portugiesische Juristin, Hochschulprofessorin und Politikerin (PS). Von 2015 bis 2017 war sie die portugiesische Ministerin für Innere Angelegenheiten im Kabinett Costa I.

## Leben
Constança Dias Urbano de Sousa kam am 1. April 1967 als Tochter von Alfredo José de Sousa und Mutter Maria Clara Pires Dias Urbano de Sousa in Coimbra zur Welt. Ihr Vater, ein Richter am obersten portugiesischen Gericht, war zwischen 2009 und 2013 nationaler Bürgerbeauftragter (Provedor de Justiça) Portugals.
Urbano de Sousa studierte zunächst Jura an der Universität Coimbra und schloss das Studium 1991 erfolgreich ab. Im Anschluss wechselte sie 1992 an das Studienkolleg Saarbrücken, um danach am Europa-Institut Saarbrücken der Universität des Saarlandes 1994 ein Postgraduales Studium in Europäischem und Internationalem Recht abzuschließen. Während dieses Kurses war sie Stipendiatin des Deutschen Akademischen Austauschdienstes (DAAD) und des portugiesischen Verbandes für Wissenschaft und Technologie (Junta Nacional de Investigação Científica e Tecnológica, JNICT). 1997 promovierte sie an derselben Universität in Europäischem Recht.
Direkt im Anschluss an ihre Promotion in Deutschland bekam sie 1998 an der privaten Autonomen Universität Lissabon und dem Instituto Superior de Ciências Policiais e Segurança Interna eine Assistenzprofessur. Ab dem Jahr 2000 leitete sie Kurse zu Europäischem Recht und Asylangelegenheiten an der Université libre de Bruxelles (ULB). Wieder in Portugal referierte sie als Gastprofessorin von 2004 bis 2006 an der Universidade Nova de Lisboa über Gleichberechtigung und Ausländerrecht. Von 2012 an war Urbano de Sousa Direktorin der rechtswissenschaftlichen Fakultät der Autonomen Universität Lissabon, wo sie auch die Promotions- und Postgraduationsprogramme koordinierte.
Als Rechtsberaterin der Verwaltung der in Portugal renommierten Stiftung Calouste Gulbenkian trat sie auch außerhalb des universitären Umfeldes in Erscheinung. Sie ist Mitglied des 1999 gegründeten Rede Académica de Estudos Jurídicos sobre Imigração e Asilo na Europa (dt.: Akademisches Netzwerk der Rechtswissenschaften zur Immigration und Asyl in Europa). 2014 zeichnete sie sich im portugiesischen Juristenverband Ordem dos Advogados Portugueses ein, um als Rechtsanwältin tätig zu werden. Bis 2015 war sie als Beraterin der Kanzlei André e Miranda Advogados tätig.
National und international arbeitete Urbano de Sousa als Gutachterin der Europäischen Kommission, des Ausschusses der Regionen und des International Centre for Migration Policy Development (ICMPD). Zwischen 2006 und 2012 stand sie verschiedenen internationalen Gremien vor. Sie koordinierte die Arbeitsgruppe Justiça e Assuntos Internos (dt.: Gerechtigkeit und Innere Angelegenheiten, JAI) der Organisation Representação Permanente de Portugal junto da União Europeia (dt.: Permanente Repräsentation Portugals innerhalb der Europäischen Union, REPER). 2007 führte sie das Comité Estratégico Imigração, Fronteiras e Asilo do Conselho da UE (dt.: Komitee zur Strategie der Immigrations-, Grenz- und Asylpolitik des Europäischen Rates, CEIFA).
Seit ihrem Rücktritt als Ministerin ist sie wieder als Dozentin an der Autonomen Universität Lissabon tätig.

## Politik
Politisch trat Urbano de Sousa zwischen 2000 und 2002 als Repräsentantin des Ministeriums für Innere Angelegenheiten bei der Ausarbeitung des Código Deontológico do Serviço Policial (dt.: Moralkodex bei der polizeilichen Arbeit, 2000) in Erscheinung. Im Kabinett Sócrates I und im Kabinett Sócrates II wurde sie als Beraterin des Ministeriums für Innere Angelegenheiten tätig. Am 26. November 2015 wurde sie unter Premierminister António Costa schließlich selbst zur Ministerin für Innere Angelegenheiten berufen. Am 18. Oktober 2017 trat Urbano de Sousa als Reaktion auf die verheerenden Waldbrände in Portugal 2017 von diesem Amt zurück. Ihr Nachfolger war Eduardo Cabrita.
Seit dem 21. Oktober 2017 ist Urbano de Sousa für den Partido Socialista Mitglied des portugiesischen Parlaments.

## Privat
Constança Dias Urbano Sousa ist verheiratet und wohnt in Cascais.

## Publikationen (Auswahl)
- Maria Constança Dias Urbano de Sousa: Das Timesharing an Ferienimmobilien in der EU. Eine rechtsvergleichende Studie unter Berücksichtigung der Timesharing-Richtlinie (94/47/EG), Nomos, Baden-Baden 1998 (Saarbrücker Studien zum Internationalen Recht, Band 9), ISBN 978-3-7890-5167-8.